# Deyvid Lara
Deyvid Lara (* 12. September 2007) ist ein ecuadorianischer Leichtathlet, der im Hoch- und Dreisprung an den Start geht.

## Sportliche Laufbahn
Erste internationale Erfahrungen sammelte Deyvid Lara im Jahr 2024, als er bei den U20-Südamerikameisterschaften in Lima mit übersprungenen 1,95 m den vierten Platz belegte. Im Dezember gewann er bei den U18-Südamerikameisterschaften in San Luis mit 14,96 m die Bronzemedaille im Dreisprung.
2023 wurde Lara ecuadorianischer Meister im Hochsprung.

## Persönliche Bestleistungen
- Hochsprung: 2,05 m, 8. Juni 2024 in Quito
- Dreisprung: 14,96 m (+1,9 m/s), 8. Dezember 2024 in San Luis